# Where Did You Sleep Last Night
Where Did You Sleep Last Night?, aussi connu sous le nom In the Pines ou encore Black Girl, est un classique de la chanson folk américaine qui remonterait au moins aux années 1870. L'identité de son auteur est inconnue, mais elle a été reprise dans différents genres par des dizaines d'artistes, dont Leadbelly et Nirvana.

## Origines
Comme de nombreux autres airs populaires, cette chanson s'est transmise de génération en génération et a été progressivement modifiée. Une première version imprimée, compilée par Cecil Sharp et parue en 1917, comprend seulement quatre lignes et une mélodie :
« My girl, My girl, don't lie to me

Where did you stay last night?

I stayed in the pines where the sun never shines

And shivered when the cold wind blows »
« Chérie, Chérie, ne me mens pas

Où es-tu résté la nuit dernière ?

Je suis restée parmi les pins, là où le soleil ne brille jamais

À trembler quand souffle le vent froid »

## Enregistrements
En 1925, une version de la chanson a été enregistrée sur un phonographe à cylindre par un collecteur. Il s'agissait de la première version de The Longest Train, variante de la chanson. Cette variante comprend une strophe sur « The longest train I ever saw ». Cette strophe était probablement à l'origine une chanson distincte, qui a fusionné ensuite avec Where Did You Sleep Last Night. Dans certaines versions, les paroles mentionnent « Joe Brown's coal mine » (la « mine de charbon de Joe Brown ») et « the Georgia line » (« la ligne de la Géorgie ») et peuvent dater le morceau de l'époque de Joseph E. Brown, 42e gouverneur de la Géorgie, qui employait des condamnés pour exploiter les mines de charbon dans les années 1870.
À partir de l'enregistrement de 1925, des enregistrements commerciaux de la chanson ont été faits par des artistes différents et des groupes de bluegrass.
La chanteuse compositrice folk Norma Tanega en réalise une interprétation en 1966 sur l'album Walkin' My Cat Named Dog.
Une version acoustique de 1993 par Nirvana a fait découvrir la chanson à de nombreuses personnes à la fin du XXe siècle. Kurt Cobain avait attribué la paternité de cette chanson à Lead Belly, qui l'avait enregistrée plusieurs fois ; les versions de Lead Belly et Nirvana ne diffèrent pas d'autres variantes de la chanson. Le chanteur Fred Neil fait plusieurs fois allusion à Where Did You Sleep Last Night dans sa composition Merry Go Round. Le guitariste de Queen, Brian May, l'a également interprété au Zénith de Paris lors de la tournée Queen + Adam Lambert en 2015. L'artiste française Kimberose l'a enregistrée en 2018 dans son album Chapter One. Le chanteur et producteur suédois Nomy a aussi repris cette musique la même année dans son album The End of the World. Le groupe de rock alternatif My Own Private Alaska reprend ce titre pour une version très torturée assez proche de la version de Nirvana sur l'album Amen.

## Thématiques et analyse
Les premières interprétations mentionnent une personne dont la « tête a été retrouvée dans une roue motrice » (« head was found in a driving wheel ») laissant croire que le train avait causé la décapitation. Dans certaines versions plus récentes la référence au train est supprimée.
L'historien de la musique Norm Cohen affirme dans son livre de 1981, Long Steel Rail : The Railroad in American Folksong, que la chanson se compose de trois éléments fréquents : un refrain sur Dans les pins, une strophe sur Le plus long train et une strophe sur la décapitation, mais tous les éléments ne sont pas présents dans toutes les versions. Cohen continue à caractériser Le train le plus long / Dans les pins comme un ensemble avec une forme instable parce qu'il manque le fil narratif qui organise les chansons folks narratives.
Comme les paroles empruntent des vers d'autres chansons, il est parfois difficile de déterminer la frontière quand une chanson est une version de In the Pines ou d'une autre chanson ayant emprunté les paroles.
Dans un mémoire de 1970, Judith Macculloh trouve 160 interprétations de la chanson[réf. nécessaire]. En plus du réarrangement des trois éléments, la personne qui va dans les pins ou qui est décapitée a été décrite comme un homme, une femme, une adolescente, une épouse, un mari ou un parent, tandis que les pins ont représenté la sexualité, la mort ou la solitude. Le train a été décrit comme le meurtrier d'un être cher, comme emmenant au loin un être aimé ou un travailleur itinérant. Dans des variantes de la chanson qui décrivent un affrontement, la personne en cause est toujours une femme, et jamais un homme. Dans la version folk des Sœurs Kossoy (en) de 1956 les paroles sont : « Little girl, little girl, where'd you stay last night? Not even your mother knows. », qui pourrait se traduire de la sorte : « Petite fille, petite fille, où étais-tu la nuit dernière ? Même ta mère ne le sait pas. »
La réponse à la question Where did you get that dress, and those shoes that are so fine? (« Où as-tu trouvé cette robe et ces chaussures qui sont si belles ? ») est « From a man in the mines, who sleeps in the pines » (« D'un homme dans les mines, qui dort dans les pins »). Le thème d'une femme qui a été prise en train de faire quelque chose qu'elle ne devrait pas est donc aussi commun à de nombreuses variantes.
Une autre variante, chantée dans le début du XXe siècle par le Ellison Clan (Ora Ellison) à Lookout Mountain (en Géorgie), raconte le viol d'une jeune fille en Géorgie, qui aurait fui vers les pins dans la honte. Son violeur, un soldat, aurait alors été décapité par le train. Mme Ellison a déclaré que, selon elle, la chanson a été écrite peu de temps après la guerre de Sécession.
La chanson peut également faire référence à la dépression, black girl (la « fille noire ») devenant une vagabonde fuyant la police après avoir été témoin du meurtre de son père qui sautait du train. Elle se cache dans les pins et dort dans le froid.

## Dans les médias
En 1996, Gérard Jugnot réalise le spot publicitaire Mars, et ça repart : La Rupture. Cette publicité est illustrée par cette célèbre chanson.
En 2017, dans la série American Gods saison 1 épisode 1.
En 2018 dans le jeu vidéo Far Cry 5 lors d'une rencontre aléatoire avec un chanteur dans les bois.